# Aristid
Aristid je mužské křestní jméno řeckého původu. Vykládá se jako "nejpřednější, nejlepší" nebo přeneseně "spravedlivý", podle aténského státníka z 11. století př. n. l. Aristeida zvaného Spravedlivý. Latinizovaná varianta je Aristides.
Podle maďarského kalendáře má svátek 27. dubna.

## Aristid v jiných jazycích
- Slovensky, rusky, německy, srbsky: Aristid
- Anglicky: Aristides
- Francouzsky, italsky: Aristide
- Polsky: Arystydes
- Maďarsky: Arisztid

## Známí nositelé jména
- Aristid Abafi – slovenský hodnostář a statkář
- Aristid von Grosse – německý jaderný chemik
- Aristid Lindenmayer – maďarský biolog
- Aristide Pascal – rumunský právník, politik a vydavatel novin
- Aristides Pereira – první prezident Kapverd
- Aristides Sousa Mendes – portugalský šlechtic a diplomat
- Aristid von Würtzler – maďarsko-americký harfenista a skladatel